# Goga Bitadze
Goga Bitadze (in georgiano გოგა ბითაძე?; Sagarejo, 20 luglio 1999) è un cestista georgiano.

## Carriera
È stato selezionato dagli Indiana Pacers al primo giro del Draft NBA 2019 (18ª scelta assoluta).

## Statistiche

### NBA

#### Regular Season
| Anno      | Squadra        | PG  | PT | MP   | TC%  | 3P%  | TL%  | RP  | AP  | PRP | SP  | PP  |
| --------- | -------------- | --- | -- | ---- | ---- | ---- | ---- | --- | --- | --- | --- | --- |
| 2019-2020 | Indiana Pacers | 54  | 2  | 8,7  | 46,7 | 19,0 | 72,7 | 2,0 | 0,4 | 0,2 | 0,7 | 3,2 |
| 2020-2021 | Indiana Pacers | 45  | 3  | 12,5 | 42,8 | 25,3 | 73,8 | 3,3 | 0,8 | 0,2 | 1,3 | 5,1 |
| 2021-2022 | Indiana Pacers | 50  | 16 | 14,6 | 52,0 | 28,8 | 68,1 | 3,5 | 1,1 | 0,4 | 0,8 | 7,0 |
| 2022-2023 | Indiana Pacers | 21  | 0  | 9,6  | 51,9 | 28,6 | 45,8 | 2,3 | 0,9 | 0,4 | 0,5 | 3,3 |
| 2022-2023 | Orlando Magic  | 17  | 1  | 15,0 | 57,5 | 16,7 | 66,7 | 5,2 | 1,2 | 0,4 | 0,9 | 5,8 |
| 2023-2024 | Orlando Magic  | 62  | 33 | 15,4 | 60,3 | 14,3 | 65,5 | 4,6 | 1,3 | 0,5 | 1,2 | 5,0 |
| 2024-2025 | Orlando Magic  | 70  | 42 | 20,4 | 61,1 | 10,7 | 63,9 | 6,6 | 2,0 | 0,7 | 1,4 | 7,2 |
| Carriera  | Carriera       | 319 | 97 | 14,4 | 54,1 | 23,0 | 66,2 | 4,1 | 1,2 | 0,4 | 1,1 | 5,4 |

#### Playoffs
| Anno     | Squadra       | PG | PT | MP  | TC%  | 3P% | TL% | RP  | AP  | PRP | SP  | PP  |
| -------- | ------------- | -- | -- | --- | ---- | --- | --- | --- | --- | --- | --- | --- |
| 2024     | Orlando Magic | 2  | 0  | 5,0 | 0,0  | -   | -   | 1,5 | 1,0 | 0,0 | 0,0 | 0,0 |
| 2025     | Orlando Magic | 3  | 0  | 3,7 | 100  | -   | -   | 1,0 | 0,3 | 0,0 | 0,3 | 0,7 |
| Carriera | Carriera      | 5  | 0  | 4,2 | 33,3 | -   | -   | 1,2 | 0,6 | 0,0 | 0,2 | 0,4 |

#### Massimi in carriera
- Massimo di punti: 23 vs Houston Rockets (18 marzo 2022)[1]
- Massimo di rimbalzi: 15 (3 volte)
- Massimo di assist: 6 vs Chicago Bulls (6 aprile 2021)
- Massimo di palle rubate: 3 vs Houston Rockets (18 marzo 2022)
- Massimo di stoppate: 5 (2 volte)
- Massimo di minuti giocati: 35 vs Phoenix Suns (22 gennaio 2022)

### G League
| Anno      | Squadra       | PG | PT | MP   | TC%  | 3P%  | TL%  | RP   | AP  | PRP | SP  | PP   |
| --------- | ------------- | -- | -- | ---- | ---- | ---- | ---- | ---- | --- | --- | --- | ---- |
| 2019-2020 | F.W. Mad Ants | 6  | 6  | 37,4 | 45,2 | 35,5 | 66,7 | 13,2 | 4,3 | 0,7 | 3,0 | 19,2 |
| 2021-2022 | F.W. Mad Ants | 2  | 2  | 30,2 | 67,7 | 63,6 | 100  | 10,0 | 2,5 | 2,5 | 2,0 | 28,5 |
| Carriera  | Carriera      | 8  | 8  | 35,6 | 50,4 | 42,9 | 76,9 | 12,4 | 3,9 | 1,1 | 2,8 | 21,5 |

### Eurolega
| Anno      | Squadra   | PG | PT | MP   | TC%  | 3P%  | TL%  | RP  | AP  | PRP | SP  | PP   |
| --------- | --------- | -- | -- | ---- | ---- | ---- | ---- | --- | --- | --- | --- | ---- |
| 2018-2019 | Budućnost | 13 | 4  | 24,2 | 54,8 | 31,2 | 71,4 | 6,4 | 1,2 | 0,5 | 2,3 | 12,1 |
| Carriera  | Carriera  | 13 | 4  | 24,2 | 54,8 | 31,2 | 71,4 | 6,4 | 1,2 | 0,5 | 2,3 | 12,1 |

## Palmarès

### Club

#### Competizioni giovanili
- Lega Adriatica U-19: 1

Mega Bemax: 2017-18

#### Competizioni nazionali
- Coppa del Montenegro: 1

Budućnost: 2019

### Individuale
- MVP Lega Adriatica U-19: 1

Mega Bemax: 2017-18
- Quintetto ideale della Juniorska ABA Liga: 1

Mega Bemax: 2017-2018
- MVP Lega Adriatica: 1

Budućnost: 2018-19
- Quintetto ideale della ABA Liga: 1

Budućnost: 2018-2019
- Miglior prospetto della Lega Adriatica: 1

Budućnost: 2018-19
- Euroleague Rising Star Trophy: 1

Budućnost: 2018-19